# Wolfgang Steinbach
Wolfgang „Maxe“ Steinbach (* 21. September 1954 in Schönebeck (Elbe)) ist ein ehemaliger deutscher Fußballspieler und derzeitiger Fußballtrainer. Er spielte von 1971 bis Juni 1987 und noch einmal in der Saison 1989/90 beim 1. FC Magdeburg im Mittelfeld. Im Jahr 2006 wurde er in einer Telefonabstimmung von den Fans des 1. FC Magdeburg zum „Besten FCM-Spieler aller Zeiten“ gewählt.

## Karriere
Wolfgang Steinbach begann 1961 mit dem Fußballspielen in seiner Heimatstadt Schönebeck (Elbe) bei der BSG Chemie Schönebeck. Im Alter von 14 Jahren wechselte er in die Jugend des 1. FC Magdeburg.
Seinen ersten Einsatz in der ersten Männermannschaft hatte Steinbach in der Saison 1971/72. In der ersten Meistersaison der Magdeburger blieb es aber bei einem Einsatz. Auch in der Saison 1973/74 gehörte er mit sechs Einsätzen zum Kader der Meistermannschaft. Seinen Durchbruch hatte der nur 1,65 m große Wolfgang Steinbach in der Saison 1974/75, als er in 17 Spielen 2 Tore erzielte und sich somit in der Stammmannschaft etablierte. Aufgrund seiner guten Leistungen erhielt Wolfgang Steinbach 1978 seine erste Berufung in die Fußballnationalmannschaft der DDR. Seinem Einsatz gegen Schweden folgten 27 weitere Spiele in der Nationalmannschaft, in denen er ein Tor erzielte. 1980 nahm Steinbach an den Olympischen Sommerspielen in Moskau teil und gewann mit dem DDR-Team die Silbermedaille. Wolfgang Steinbach kam dabei in allen Spielen des Turniers zum Einsatz und schoss ein Tor. Im Finale erhielt er eine Rote Karte. Mit seinen Mannschaftskameraden wurde er im selben Jahr mit dem Vaterländischen Verdienstorden in Bronze ausgezeichnet. Bis 1987 blieb er bei den Magdeburgern und errang neben den drei Meisterschaften vier Pokalsiege (1973, 1978, 1979, 1983). 1987 wechselte Steinbach zurück in seine Heimatstadt und schloss sich dem Zweitligisten Motor Schönebeck an. Hier blieb er für knapp anderthalb Jahre. Im November 1988 ging er zurück zum 1. FC Magdeburg. Insgesamt wurde er in 433 Pflichtspielen des 1. FC Magdeburg eingesetzt, nur Wolfgang Seguin und Manfred Zapf haben mehr Spiele für den FCM bestritten, und erzielte dabei 97 Tore. Nach der Wiedervereinigung wechselte Steinbach zum VfB Oldenburg in die 2. Bundesliga. In den drei Jahren bis zum Ende seiner Karriere erzielte er in 104 Spielen 10 Tore.
Nach seiner aktiven Karriere übernahm Steinbach 1993 für ein Jahr erstmals ein Traineramt, das des VfB Oldenburg. Von 1995 bis 1999 übte er das Traineramt des BV Cloppenburg aus.
Von 1999 bis 2002 trat er erneut in die Dienste des VfB Oldenburg, der sich von ihm trennte, als Steinbach der Aufstieg in die Regionalliga Nord nicht gelang.
Mit dem SV Wilhelmshaven, den er über vier Jahre trainierte, wurde er in der Saison 2005/06 Meister in der Oberliga Nord und stieg in die Regionalliga Nord auf. Am 3. April 2007 wurde er nach einer Serie erfolgloser Spiele als Trainer entlassen. Vom 1. Juli 2007 bis Mai 2008 war er Trainer des Fünftligisten Preußen Magdeburg. Zur Saison 2008/2009 wurde Steinbach wieder beim SV Wilhelmshaven angestellt. Zunächst als Spielbeobachter, ehe er dann im September 2008 Teamchef wurde. Seit dem Frühjahr 2009 übernahm er zusätzlich wieder das Traineramt, das er im Juni 2011 aus gesundheitlichen Gründen aufgab. Mit Beginn der Saison 2014/15 trainierte Steinbach den Oldenburger Bezirksligisten BV Essen und stieg gleich in der ersten Saison mit seiner Mannschaft eine Spielklasse höher in die Landesliga Weser-Ems auf. Zum Saisonende 2017/18 gab er den Trainerposten dort auf. Nach einer Saison sportlichen Ruhestand folgte Steinbach Ende Juni 2019 dem Ruf seines Ex-Verein BV Cloppenburg, nachdem Trainerin Imke Wübbenhorst den Verein verlassen hatte. Allerdings muße der Verein nach dem Saisonende 2019/20 Insolvenz anmelden.